# 이연년 (전한)
이연년(李延年, ? ~ ?)은 전한 중기의 환관이자 음악 관료로, 중산국 사람이다. 이사장군(貳師將軍) 이광리의 형으로, 누이동생이 무제의 측실이 된 덕분에 무제의 총애를 받았다.

## 사적
이연년은 본래 부모·형제 자매와 함께 창(倡)이었는데, 법을 어겨 궁형을 받은 뒤 구중(狗中)에서 일을 보았다. 한편 평양공주가 무제에게 이연년의 누이동생이 춤을 잘 춘다고 하였고, 무제는 그녀를 보고 내심 마음에 들어하였다. 그녀가 영항으로 들어온 후, 곧 무제는 이연년을 불러들여 지위를 높여 주었다. 이연년은 노래도 잘 부르고 새로운 운율을 만들었다.
당시 무제는 마침 천지신명에 대한 제사를 일으키고, 음악에 어울리는 시를 지어 연주하고 노래를 부르려 하였다. 이연년은 무제의 뜻을 받들어 새로운 음악과 시를 짓고 연주를 하였다. 누이동생 또한 무제의 사랑을 받아 창읍애왕을 낳았고, 이연년은 2천 석의 인수를 받고 협성률(協聲律)이라 불렸다. 또 무제와 함께 기거하며 매우 총애를 받아 존귀해졌는데, 이는 무제가 한언에게 대한 것과 비길 만하였다. 그러나 세월이 지나면서 이연년은 점점 궁녀와 사통하였으며, 궁궐을 드나드는 태도가 교만하고 방자해졌다. 또한 누이동생마저 죽은 후로는 무제의 총애가 식어, 결국 동생 이계와 함께 잡혀 처형되었다. 이연년이 흉노에 사신으로 천거한 위율은 돌아왔을 무렵 마침 이 사건이 일어나 자신도 죽을 것을 두려워해 흉노로 달아났다.

## 출전
사마천, 《사기》 권125 영행열전

## 가계

### 관련 인물
이광리